# Fresnes-sous-Coucy
Fresnes-sous-Coucy (anteriormente denominado Fresnes) es una comuna francesa situada en el departamento de Aisne, de la región de Alta Francia.

## Geografía
Está ubicada a 18 km al oeste de Laon.

## Demografía
| Gráfica de evolución demográfica de Fresnes-sous-Coucy entre 1800 y 2015 |
|                                                                          |

Los datos demográficos contemplados en este gráfico de la comuna de Fresnes-sous-Coucy se han cogido de 1800 a 1999 de la página francesa EHESS/Cassini, y los demás datos de la página del INSEE.